# Colección de Campanas Quintana
La colección de Campanas Quintana es un museo que se encuentra en Urueña, un municipio y localidad situada en la provincia de Valladolid. La colección fue cedida por el fundidor Manuel Quintana Saguillo, natural de Saldaña (Palencia) y contiene una veintena de campanas de distintos tamaños y tipos. Las piezas se sitúan cronológicamente entre los siglos XV y XX.

## Horarios
El museo de campanas Quintana abre sus puertas de martes a sábado de 11:30 a 13:30 horas y de 17:30 a 19:30. Los domingos de 11:00 a 13:00.
Los lunes y festivos permanece cerrado.